# Spencer Carbery
Spencer Carbery, född 9 november 1981, är en kanadensisk ishockeytränare och före detta professionell ishockeyforward som är tränare för Washington Capitals i National Hockey League (NHL) sedan den 30 maj 2023.

## Spelare
Spencer Carbery spelade för Bakersfield Condors, Stockton Thunder, Fresno Falcons och South Carolina Stingrays i ECHL; Tulsa Oilers i Central Hockey League (CHL) samt Alaska Anchorage Seawolves i National Collegiate Athletic Association (NCAA).
Carbery blev aldrig NHL-draftad.

### Statistik

#### Lag
| 1999–2000   | Victoria Salsa             | BCHL        | 3   | 0  | 1  | 1  | 0   | —  | — | — | —  | —  |
|             | Peninsula Panthers         | VIJHL       | 34  | 34 | 42 | 76 | 87  | —  | — | — | —  | —  |
| 2000–2001   | Cowichan Valley Capitals   | BCHL        | 60  | 31 | 27 | 58 | 32  | —  | — | — | —  | —  |
| 2001–2002   | Cowichan Valley Capitals   | BCHL        | 8   | 5  | 6  | 11 | 11  | —  | — | — | —  | —  |
|             | Penticton Panthers         | BCHL        | 50  | 32 | 27 | 59 | 73  | —  | — | — | —  | —  |
| 2002–2003   | Alaska Anchorage Seawolves | NCAA        | 26  | 1  | 2  | 3  | 22  | —  | — | — | —  | —  |
| 2003–2004   | St. Norbert Green Knights  | NCAA III    | 29  | 20 | 21 | 41 | 8   | —  | — | — | —  | —  |
| 2004–2005   | St. Norbert Green Knights  | NCAA III    | 30  | 24 | 12 | 36 | 40  | —  | — | — | —  | —  |
| 2005–2006   | St. Norbert Green Knights  | NCAA III    | 28  | 11 | 12 | 23 | 41  | —  | — | — | —  | —  |
| 2006–2007   | Tulsa Oilers               | CHL         | 63  | 16 | 28 | 44 | 157 | —  | — | — | —  | —  |
| 2007–2008   | Bakersfield Condors        | ECHL        | 18  | 3  | 3  | 6  | 44  | —  | — | — | —  | —  |
|             | Stockton Thunder           | ECHL        | 20  | 0  | 2  | 2  | 43  | —  | — | — | —  | —  |
|             | Fresno Falcons             | ECHL        | 20  | 2  | 2  | 4  | 68  | 1  | 0 | 0 | 0  | 0  |
| 2008–2009   | Fresno Falcons             | ECHL        | 29  | 5  | 8  | 13 | 68  | —  | — | — | —  | —  |
|             | South Carolina Stingrays   | ECHL        | 39  | 12 | 7  | 19 | 126 | 23 | 5 | 8 | 13 | 62 |
| 2009–2010   | South Carolina Stingrays   | ECHL        | 55  | 10 | 19 | 29 | 132 | 5  | 0 | 0 | 0  | 20 |
| ECHL totalt | ECHL totalt                | ECHL totalt | 181 | 32 | 41 | 73 | 481 | 29 | 5 | 8 | 13 | 82 |

## Tränare
Direkt efter att spelarkarriären var avslutad, fick han fortsatt sysselsättning hos South Carolina Stingrays, först som assisterande tränare och sedan chef för ishockeyverksamheten och tränare. Han var hos dem fram till 2016 då han gick vidare i sin tränarkarriär och blev tränare för Sarnia Sting (OHL). Det varade dock bara en säsong innan han blev utsedd till assisterande tränare för Providence Bruins (AHL). Där blev det också bara en säsong eftersom han utsågs till tränare för konkurrenten Hershey Bears. År 2021 fick han chansen att vara assisterande tränare för Toronto Maple Leafs (NHL) och två säsonger senare utsågs Carbery till ny tränare för konferenskonkurrenten Washington Capitals. Den 7 juni 2025 blev han utsedd till NHL:s bästa tränare för säsongen 2024–2025 när han mottog Jack Adams Award.

### Statistik
Källa: 
| Lag                 | Säsong    | Grundserie | Grundserie | Grundserie | Grundserie         | Grundserie | Grundserie         | Slutspel                   |  |
| Lag                 | Säsong    | Matcher    | Vinster    | Förluster  | Övertids förluster | Poäng      | Placering          | Resultat                   |  |
| ------------------- | --------- | ---------- | ---------- | ---------- | ------------------ | ---------- | ------------------ | -------------------------- |  |
| Washington Capitals | 2023–2024 | 82         | 40         | 31         | 11                 | 91         | 4:a i Metropolitan | Förlorade i första rundan. |  |
| Washington Capitals | 2024–2025 | 82         | 51         | 22         | 9                  | 111        | 1:a i Metropolitan | Förlorade i andra rundan.  |  |
| Totalt              | Totalt    | 164        | 91         | 53         | 20                 | 202        |                    |                            |  |